# قانون الألواح الاثني عشر
اللوائح الاثناء عشر (باللاتينية: Leges Duodecim Tabularum) كان تشريعاً قديماً سُنَّ في أعقاب تأسيس القانون الروماني. مثَّلت هذه اللوائح جوهر دستور الجمهورية الرومانية وأساس موس مايوروم (تقاليد القدماء).
جاءت اللوائح الاثنا عشر كنتيجة لصراعٍ سياسي طويل بين البليبس (العامة) والباتريكيان (النبلاء). فبعد تسريح آخر ملوك روما تاركوينيوس سوبربوس، أصبح يحكم الجمهورية الرومانية الصَّاعدة هرم من الحكام الرومان. في البداية، لم يكن مسموحاً إلا للباتريكيان (النبلاء) بأن يصبحوا حكاماً - أي مسؤولين - في الدولة، ممَّا كان سبباً - إلى جانب اعتراضات أخرى - في سخط العامة. لذلك، أصبح العامة يستعملون بكثرة وسيلة الإضراب للحصول على حقوقٍ وامتيازات إضافية، كانت تحدث هذه الإضرابات بأن يهدِّد جميع العامة بترك المدينة، لتُشَلَّ جميع الوظائف العامة في روما حتى نهاية الإضراب. كانت إحدى أهمّ نتائج صراع العامة هذا لنيل حقوقهم هو تأسيس اللوائح الاثني عشر، وهي اللوائح التي سنَّت جميع الحقوق الأساسي للمواطنين الرُّومان بين بعضهم بعضاً.
عارض أفراد طبقة الباتريكيان هذه اللوائح طويلاً، لكن في حوالي سنة 451 ق م تم تعيين أول لجنة رجالٍ عشرة لتدوّن اللوائح العشرة الأولى من القانون. حسب المؤرّخ تيتوس ليفيوس، أرسلت اللجنة وفداً إلى اليونان القديمة لدراسة النظام التشريعيّ المتَّبع في أثينا والمدن الإغريقية الأخرى. يعتقد الباحثون الحديثون أنَّ الراجح هو أن هذا الوفد زار المدن الإغريقية في جنوب إيطاليا، عوضاً عن قطع الطريق بأكمله إلى اليونان. في سنة 450 ق م، بدأت لجنة عشرة رجال أخرى العمل على اللوحين الباقيَين.

## مميزات قانون الألواح
تعود تسمية القانون بهذا الاسم لأنه قد تم نشره على أثني عشر لوحاً في مدينة روما، وقد صيغت عبارات هذا القانون بعبارات موجزة وبأسلوب شعري يتسم بالشكلية القاسية. كما أنه أقتصر بالدرجة الأولى على قواعد التقاضي وبعض الأمور الأساسية فهو بالتالي لم يتضمن كل الأحكام القانونية التي كان المجتمع الروماني يتعامل من خلالها.

## مضمون قانون الألواح

### الألواح الثلاثة الأولى (نظام الدعاوى)
كانت الشكلية هي السمة الرئيسية في إجراءات الدعاوى في القانون الروماني. مما يترتب عليه إن أي خطأ حتى ولو كان لفظي قد يؤدي بالشخص لضياع حقه في تقديم الدعوى. ولأن هذه الألفاظ كانت غير معروفة للجميع بأستثناء رجال الدين، فقد جائت هذه الألواح ليعلن كافة الألفاظ على الملأ. وقد قسمت الدعاوى القانونية إلى قسمين :

#### الدعاوى التقريرية
ترمي هذه الدعاوى إلى الحصول على إقرار الخصم بالحق الذي يدعيه أمام القضاء. وقد كانت هذه الدعاوى تتسم بالشكلية القاسية في عرضها، فعلى أطراف الدعوى التفوه بعبارات وصيغ معينة بدقة والتقيد بالزمان والمكان الذي تعقد فيه الجلسة، وأي خطأ في ذلك يؤدي إلى خسران القضية.

#### الدعاوى التنفيذية
وكان الهدف من هذه الدعاوى تمكين صاحب الحق من تنفيذ الحكم على خصمه متى أعترف به المدين وتشمل:

##### دعوى إلقاء اليد
وهي دعوى تنفيذية تحمل طابع الانتقام الفردي وتقع على الشخص المدين الذي لم يستطع إيفاء دينه، فإذا أعترف أمام القاضي يحق للدائن بعد ثلاثين يوماً أن يستولي على المدين المحكوم عليه، حيث يقوم القاضي بإصدار حكم يلحق فيه المدين بالدائن الذي يستطيع أن يفعل ما يريد من بيع وقتل أو استرقاق حتى ولو كان ذلك الشخص معسراً.

##### دعوى أخذ الرهينة
هذه الدعوى تعطي الحق للدائن بالاستيلاء على مال من أموال المدين وحجزه عنده حتى يجبره على تسديد الدين.

### اللوحان الرابع والخامس
تناول هذا اللوحان أحكام الأسرة الرومانية من زواج وطلاق وميراث ووصية، وكذلك تناول موضوع السلطة الأبوية، حيث كان رب الأسرة هو المالك الوحيد لأموالها ويخضع لسلطته الزوجة والأولاد والرقيق. وله حق التصرف بهم من بيع وغيره. وورد في النص الرابع أنه إذا باع الأب إبنه ثلاث مرات يصبح الابن حراً من سلطة أبيه. ونص الللوح الخامس بأن الإرث يكون حسبما يوصي الإنسان.

### اللوح السادس والسابع
تناول هذان اللوحان أحكام الأموال والتصرفات القانونية. وقد بين الأموال وأقسامه وأنواع الملكية وطرق اكتساب الملكية وكيفية حمايتها.

### الألواح الخمسة الأخيرة
بحثت الألواح الخمسة الأخيرة نظام الجرائم وقد قسمتها إلى قسمين، هي:

#### جرائم عامة
وهي الجرائم التي تمس الصالح العام وتتولى الدولة في هذه القضايا بتنفيذ العقاب بنفسها، ومن هذه الجرائم الخيانة العظمى، الحريق، القتل.

#### جرائم خاصة
وهي الجرائم التي يقع ضررها على الأفراد، كجريمة السرقة، والاعتداء على الغير. وتتميز العقوبات في هذه الجرائم بالقسوة والانتقام المفرط.